# Crist de les Campanes

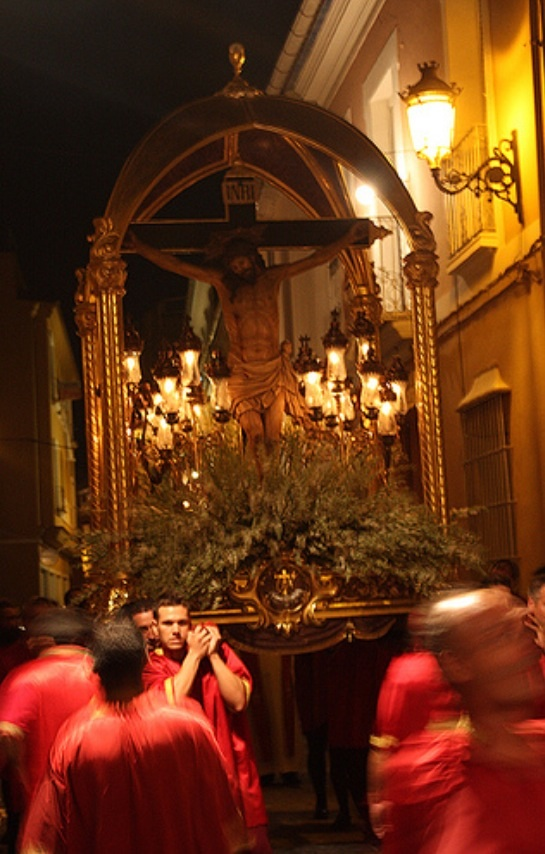
El Crist al seu pas pel carrer de Cavallers.

 El Crist de les Campanes (Santíssim) tot i que no és el patró de la localitat d'Albalat de la Ribera (Ribera Baixa, País Valencià), sent-ne els patrons els sants Abdó i Senent, se li té molta fe i fervor, i per part dels seus devots totes les peticions i pregàries van a ell.
No debades, el dia gran de les festes majors de la vila va dedicat al Crist de les Campanes, sent-ne la seua processó l'acte més emotiu i esperat pels albalatencs, que dona per acabades les festes.

## Nom
El seu nom, com resulta obvi, deriva de la situació de la capella del Crist davall del campanar i de la llegenda de la troballa de la imatge.

## Llegenda
Conta la llegenda, que Sebastià Figueres, mossèn en aquella època de la vila d'Albalat, va vore la necessitat de la creació d'una església, més gran per a la localitat. Demanà permís i al cap de poc començaren les obres. En passar el temps, la planta de creu llatina anava creixent en alçada i, una volta acabada, es necessità un nou campanar perquè el que hi havia quedava massa baix, de manera que es demanà permís per enderrocar el campanar. El permís tardà molt a arribar, però quan arribà, el campanar s'enderrocà, i, en retirar-ne els enderrocs, es trobà una petita creu, que no pareixia haver-se fet malbé. No tardà molt a qualificar-se aquesta troballa de miraculosa, i es construí davall del campanar antic, que mai s'acabà d'enderrocar, l'actual capella on s'exposa la imatge del Crist.

## La imatge
Encara que l'antiga imatge datara de la rodalia del s. XV, fou destruïda com moltes altres imatges de l'església i les seues capelles durant la Guerra Civil. La nova anda data de principis del s. XX i compta amb una imatge a mida natural, canelobres i una capella petita pintada amb pa d'or, aquesta última es podria considerar que és d'estil neogòtic.

## La festa
Se celebra el dia 17 d'agost, integrada en les festes majors, és la festa grossa de la vila i agafa tot l'esplendor, sent l'últim dia de les celebracions.

### Missa i cant
El dia 17 d'agost, a migdia, se celebra una missa en honor del Crist, a la qual acudeixen retors dels voltants, retors de la vila, la coral, l'escolania, cantants i músics locals i com no, els devots de la població. La missa comença a les dotze i, en acabar, té lloc el "Cant al Crist de les Campanes" entre l'emoció dels assistents i el volteig de campanes.

### La "Disparà"
Arreu de les comarques valencianes la cultura de la pólvora hi és ben present i, per descomptat, Albalat no n'és una excepció. Sent el dia del Crist de les Campanes la festa grossa de les festes majors d'Albalat, es feia al parc "Tirant lo Blanc" una gran disparà, que des de 2014 i per motius de seguretat canvia d'ubicació.

### Processó
La processó és l'acte més emotiu. És una processó que segueix l'esquema de les processons valencianes barroques, seguint el model de la història de la salvació.

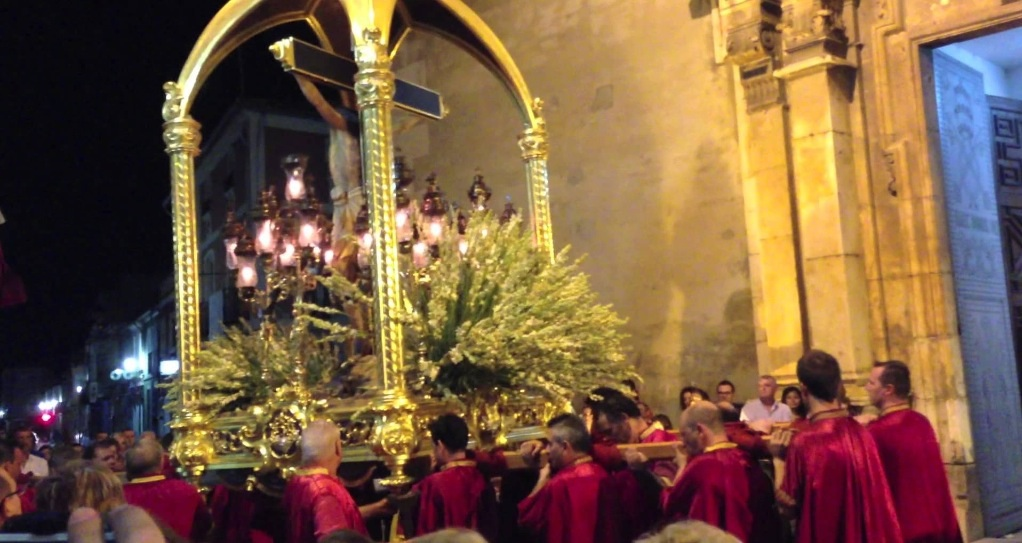
El Crist durant el moment culminant de la seua processó, l'entrada a l'Església de Sant Pere.

La processó s'inicia a les 21:00 hores amb les danses del Grup Segreny, interpretant el Ball de Nanos de València, seguit de la colla de dolçaines i tabalets que interpreten marxes tradicionals de processó. La creu processonal, flanquejada per dos estendards, obri la comitiva dels devots que atabillats amb ciris acompanyen la imatge del Crist de les Campanes. Darrere de tota la processó, acompanyant el pas dels portadors del Crist, la banda de l'Ateneu Musical i Cultural d'Albalat marca el pas interprentant marxes processonals.
La part dels personatges bíblics està composta pels següents:•La vida d'Adam i Eva•Noè•Abraham i Isaac•Jacob i els seus 12 fills: Rubèn, Simeó, Leví, Judà, Dan, Neftalí, Gad, Aser, Issacar, Zabuló, Josep i Benjamí•Moisés•Aaron•Josuè•Canelobre dels Set Braços•Gran Porró de Raïm•Gedeó•Trompetes•Arca de l'Aliança•Helí i Samuel•Saül, David i Salomó•Elies•Els Profetes Majors: Isaïes, Jeremies, Ezequiel i Daniel•Joan el Baptista•Grup musical de Levites•Apòstols: Pere, Pau, Andreu, Jaume el Major, Tomàs, Jaume, Felip, Bartomeu, Simó, Judes Tadeu, Maties i Bernabeu•Els Evangelistes: Sant Mateu, Sant Marc, Sant Lluc i Sant Joan Evangelista•Sant Abdó i Senén•Sant Roc i Sant Sebastià•Sant Antoni abat•Sant Vicent Màrtir•Sant Vicent Ferrer•Sant Jordi•Sant Miquel•Àngel Custodi•
L'anda és portada a muscles per 48 portadors, repartits en quatre torns i dirigits per un coordinador. Cada torn es va rellevant per portar les andes. El primer torn porta 12 estendarts amb els escuts heràldics més representatius de la vila, el segon torn porta 12 torxes encenses, el tercer torn va en posició de relleu i el quart torn, porta la imatge del Crist.
En entrar la imatge a l'església, es dispara un castell de focs d'artifici i a l'interior d'esta s'entonen els "Gojos al Crist de les Campanes" i les "Llagues", despertant l'emoció dels devots allí presents, i per a culminar un moment tan emotiu, es crida : "Visca el Crist de les Campanes!", acabant així l'últim acte de les festes majors de la vila.

## El seu cant
El Santíssim Crist de les Campanes, té dedicat un cant, que com els de la gran majoria de Sants i Crists valencians, s'anomena "Gojos". La lletra (en castellà encara) és la següent: 
Pues que al mundo todo sanas, cual triarca universal 
Líbranos de todo mal, buen Jesús de las Campanas.
Por mucho tiempo colgaron frente a tu relicario 
las sogas del campanario
que tu renombre formaron
a ocultarlas se aclamaron
las ofrendas parroquianas
Líbranos de todo mal...
En ti Albalat confía
como toda la Ribera
y su devoción se esmera
siendo superior su guía
acareciendo cada día 
tus finezas tan galanas
Líbranos de todo mal...

## El Novenari
Durant el mes de febrer (depenent de la Pasqua de Resurrecció) se celebren en honor del Crist huit misses, que segueixen el mateix esquema que la del mateix dia de la festa : Eucaristia i Cant.

## L'antiga festa
Abans de la creació de la nova processó allà per la dècada dels 60, només hi participaven alguns sants i santes, el recorregut era menor i la processó es desenvolupava únicament al barri de Sant Roc. En els darrers anys un canvi notable s'ha produït en la música que acompanya la imatge del Crist, ja que fins al 2011, a l'entrada i eixida del Crist, es tocava la Marcha Real (actual himne espanyol), costum nascut durant la dictadura franquista i que l'Ajuntament va decidir canviar, alegant la inoportunitat i il·legalitat del fet. Esta decisió de l'Ajuntament va provocar una divisió d'opinions entre els albalatencs, uns a favor i altres en contra, que amb el pas del temps segueix igual de contradictòria, doncs els habitants qualifiquen l'entrada i eixida del Crist de "poc emotiva".

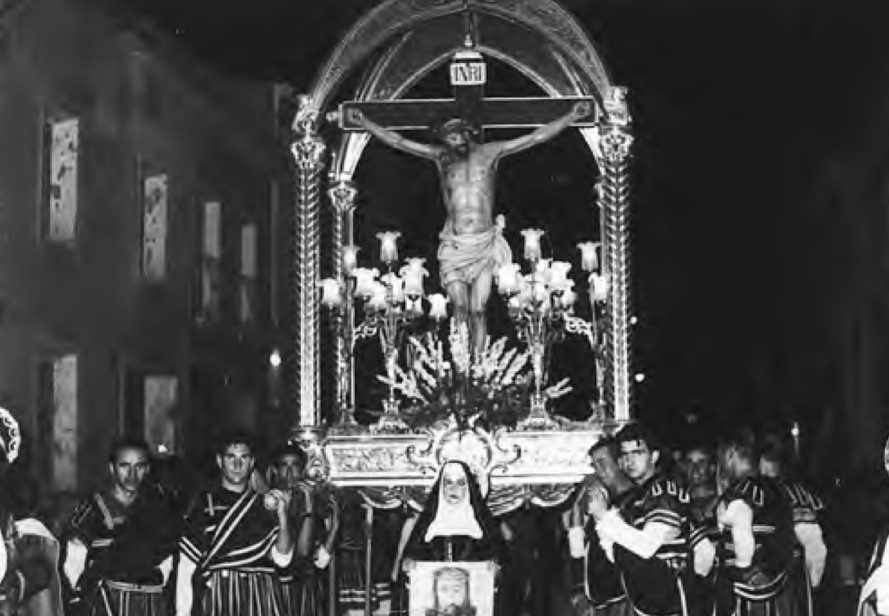
Imatge del Crist durant la processó l'any 1942.